# Ricardo Montaner 2 (Versión Montaner)
Ricardo Montaner 2 (versión Montaner) es el título del vigésimo segundo álbum de estudio grabado por el cantautor venezolano Ricardo Montaner. Fue lanzado en formato digital el 19 de julio de 2024 por su sello discográfico Hecho A Mano Music.

## La producción
Esta producción discográfica lanzada con su sello independiente Hecho a Mano Music es una regrabación de su cuarto disco de estudio, pero que suele ser presentado como el segundo disco, Ricardo Montaner 2. 
En este trabajo discográfico el cantante y compositor argentino-venezolano quiso acercarse a las nuevas generaciones con nuevas versiones de aquellos primeros éxitos de su carrera artística.  En este álbum aparece Tan enamorados, una adaptación que en su momento hizo de Per noi innamorati del cantautor italiano Gianni Togni, y que en la producción original fue el sencillo principal de esta placa discográfica. En su momento esta canción llegó al puesto 9 del Hot Latin Songs de la revista Billboard el 17 de diciembre de 1988. En este chart habría de mantenerse durante 40 semanas. 
En aquel momento fue canción de apertura para la telenovela venezolana de la cadena de televisión Venevisión Niña bonita (1988-1989), protagonizada por Ruddy Rodríguez y Luis José Santander. Én ella, Ricardo Montaner, tendría una pequeña participación como el doctor Arnaldo Blanco.
Otra de las canciones que integra esta producción es Solo con un beso, canción que también ingresó al Hot Latin Songs. Lo hizo el 11 de febrero de 1989, y tendría mejor posición que el sencillo anterior, ya que el 27 de mayo de ese año llegaría a la séptima posición del chart. 33 semanas habría de permanecer en el popular chart de la revista norteamericana Billboard. 
También esta presente en esta producción una nueva versión de la canción que a dúo hicieron junto al cantautor argentino Alejandro Lerner: Tu piano y mi guitarra,

## Lista de canciones
| Ricardo Montaner 2 (versión Montaner |                                                 |                                                                |          |  |
| N.º                                  | Título                                          | Escritor(es)                                                   | Duración |  |
| 1.                                   | «Tan enamorados» (Per noi innamorati)           | Gianni Togni · Guido Morra Adapt: al español: Ricardo Montaner | 4:25     |  |
| 2.                                   | «¿A dónde va el amor?»                          | Juan Carlos Pérez Soto                                         | 3:55     |  |
| 3.                                   | «La bella durmiente y yo»                       | Alejandro Lerner                                               | 3:42     |  |
| 4.                                   | «Solo con un beso»                              | Ricardo Montaner · Pablo Manavello                             | 3:24     |  |
| 5.                                   | «Tu piano y mi guitarra» (con Alejandro Lerner) | Ricardo Montaner · Pablo Manavello                             | 5:28     |  |
| 6.                                   | «Debo cambiar de amor»                          | Ed. Elam Brazil Adapt: al español: Ricardo Montaner            | 3:59     |  |
| 7.                                   | «¿Qué le diré, qué me dirá?»                    | Ricardo Montaner · Pablo Manavello                             | 4:06     |  |
| 8.                                   | «Haciendo camino»                               | Claudio Baglioni Adapt: al español: Ricardo Montaner           | 4:44     |  |
| 33:45                                |                                                 |                                                                |          |  |